# Westia nigrobasalis
Westia nigrobasalis is een vlinder uit de familie van de zakjesdragers (Psychidae). De wetenschappelijke naam van de soort is voor het eerst geldig gepubliceerd in 2009 door Thomas Sobczyk.
De mannetjesvlinder heeft een spanwijdte van 17 tot 22 millimeter het vrouwtje van 29 tot 39 millimeter. 
De soort is waargenomen in Indonesië, de Filipijnen en Vietnam.